# Ганицкий, Антон Онуфриевич
Антон Онуфриевич Ганицкий (1799—1848) — русский медик, военный врач, доктор медицины, автор ряда научных трудов.

## Биография
Антон Ганицкий родился в 1799 году в городе Кракове в семье местного мещанина. Медицинское образование получил в Краковском университете, где в 1831 году получил степень доктора медицины по защите диссертации «De febre nervosa item de lithomia laterali». 
В 1832 году он поступил на работу врачом в Варшавский госпиталь Младенца Иисуса. 
7 июня 1833 года специальной комиссией Царства Польского А. О. Ганицкому было присвоено звание доктора медицины. 
В 1836 году он был назначен ординатором в Варшавский военный госпиталь; в 1838 году определен в Томский егерский полк, а в 1839 году в Софийский морской полк. 
В 1840 году Ганицкий был назначен в Седлецкий полугоспиталь и оставался там до 1844 года, когда получил перевод в пехотный князя Волконского полк. 
В 1847 году он был назначен в Рижский военный госпиталь, в 1848 году — сначала в Ладожский егерский, затем в Низовский егерский полк, а оттуда младшим ординатором в Ловичский военный временный госпиталь, где и умер от холеры в том же году. 
Кроме вышеупомянутой диссертации, ему принадлежит ряд других трудов в области медицины.

## Избранная библиография
- Магазинер. «Токсилогическая таблица». Перевод с русского на польский, Варшава, 1836, 8°;
- «Трепетание сердца, излеченное хлориновой водой» («Друг здравия», 1836, № 8);
- «О смерти» («Военно-медицинский журнал», 1848 год, ч. 52, II).